# Kaijansaari (ö i Norra Savolax, Inre Savolax)
Kaijansaari är en ö i Finland. Den ligger i sjön Sonkari och Riitunlampi och i kommunen Vesanto i den ekonomiska regionen  Inre Savolax ekonomiska region  och landskapet Norra Savolax, i den centrala delen av landet, 300 km norr om huvudstaden Helsingfors. Öns area är 3,4 hektar och dess största längd är 450 meter i sydöst-nordvästlig riktning.